# Ross Chastain
Ross Lee Chastain (Alva, Florida, 4 de diciembre de 1992) es un piloto automovilismo estadounidense. Compite a tiempo completo en NASCAR Cup Series conduciendo para Trackhouse Racing y a tiempo parcial en NASCAR Camping World Truck Series Y NASCAR Xfinity Series.

## Carrera deportiva

### Inicios
Chastain comenzó a correr a la edad de doce años. Su pista local fue Punta Gorda Speedway en Punta Gorda, Florida, a la edad de doce años, compitiendo tanto en eventos de late model como de la Fastruck Series.

### NASCAR Camping World Truck Series y Xfinity Series

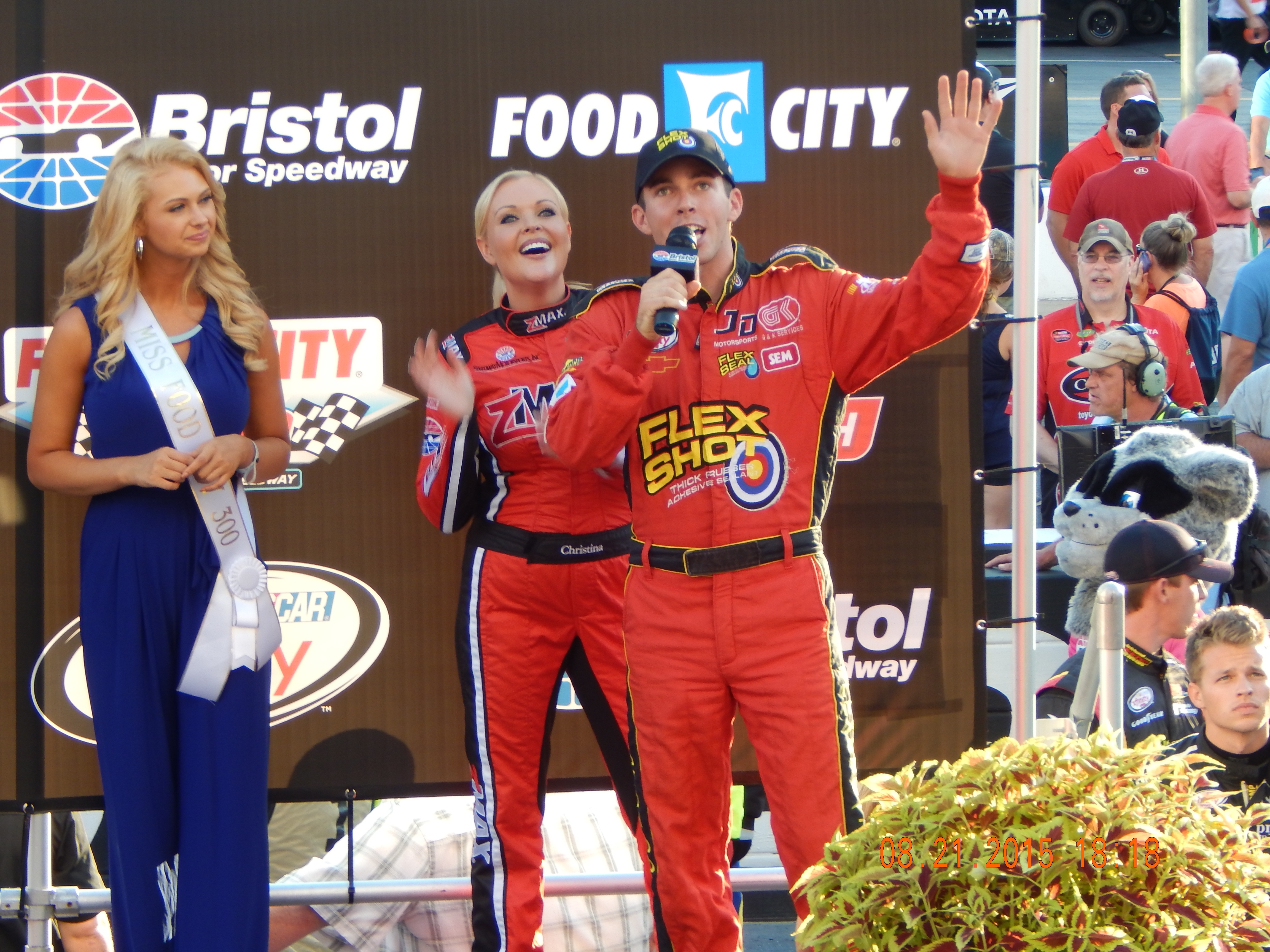
Chastain en Bristol en 2015.

Después de mudarse a Charlotte a mediados de 2011, Chastain debutó en Camping World Truck Series con el equipo Turn One Racing, terminando décimo en su debut. Más tarde se anunció que Chastain competiría con SS-Green Light Racing en 2012, con apoyo de la Asociación Nacional de la Sandía y Junta Nacional de Promoción de la Sandía. Un tercer puesto en Bristol fue su mejor resultado en la temporada.
Para 2013, Chastain se trasladó al equipo Brad Keselowski Racing para competir a tiempo parcial. Ese año logró su primera pole en Iowa, aunque fue vencido por James Buescher en esa oportunidad. También estuvo cerca de la victoria en la penúltima carrera en Phoenix, terminando segundo detrás de Erik Jones después de liderar más de 60 vueltas.
Firmó un contrato a tiempo parcial con el equipo RBR Enterprises para la temporada 2024, pero conflictos lo llevaron a ser despedido. En mayo, anunció que haría su debut en la Nationwide Series (luego Xfinity Series) en Charlotte, conduciendo para Viva Motorsports. Chastain luego condujo para Hattori Racing Enterprises y TriStar Motorsports en algunas carreras más.

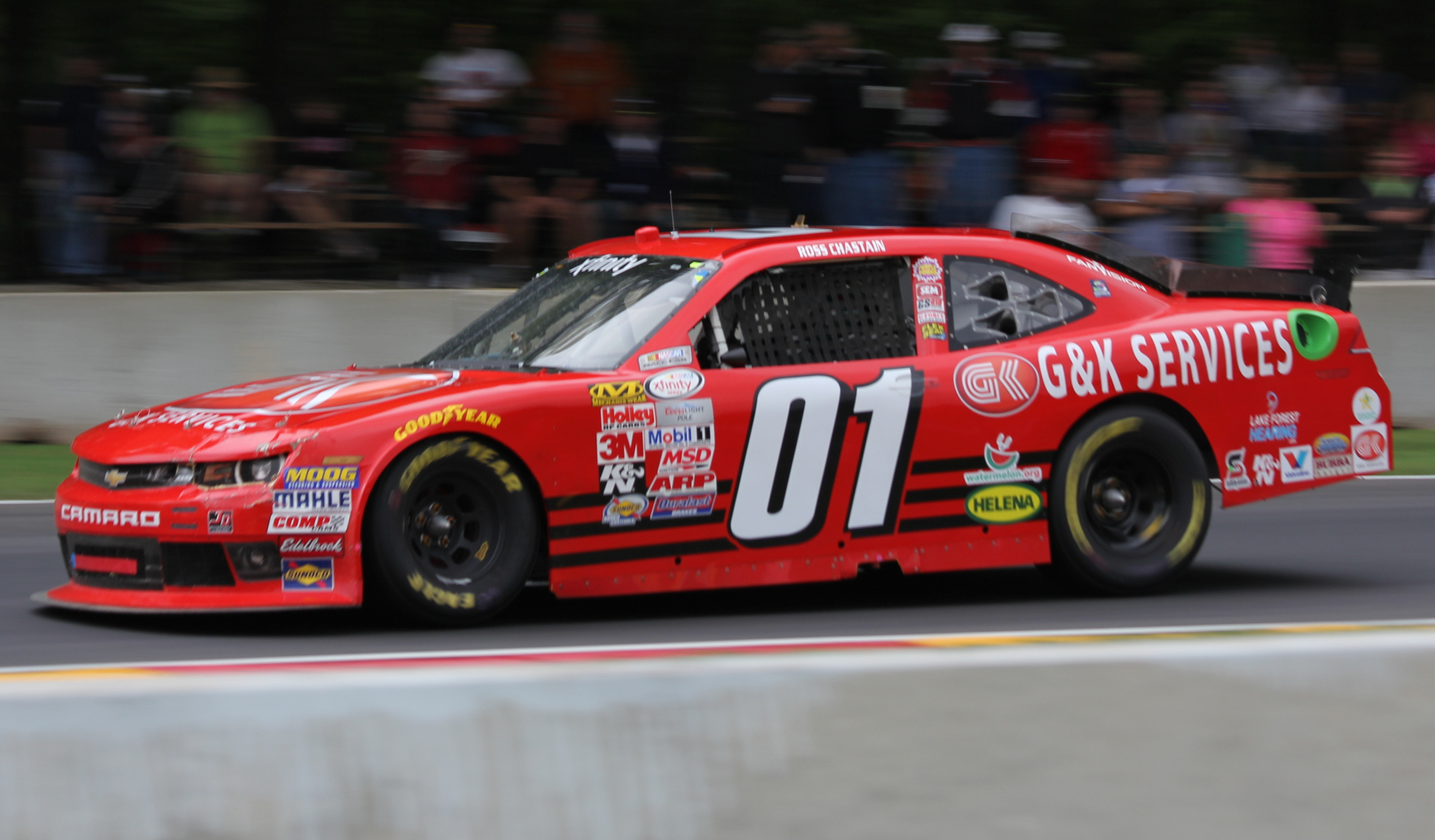
Chastain en Road America en 2015.

Luego se unió al equipo JD Motorsports de Xfinity Series en 2015, reemplazando a Jeffrey Earnhardt. Chastain registró cuatro resultados dentro de los 10 mejores a lo largo de la temporada. Se mantuvo en el equipo por tres temporadas más, logrando dos cuartos puestos en Iowa (2017 y 2018) como sus mejores resultados con JD. También regresó a la Truck Series con algunas participaciones esporádicas con Bolen Motorsports y otros equipos.
Sobre la base de una actuación de verano que lo vio mantener el último lugar en los playoffs de la Xfinity Series, Chastain y Chip Ganassi Racing anunciaron un acuerdo de tres carreras (Darlington, Las Vegas y Richmond) como reemplazo de John Hunter Nemechek, quien no pudo conseguir patrocinio para estas. DC Solar fue anunciado como patrocinador del esfuerzo de Chastain.

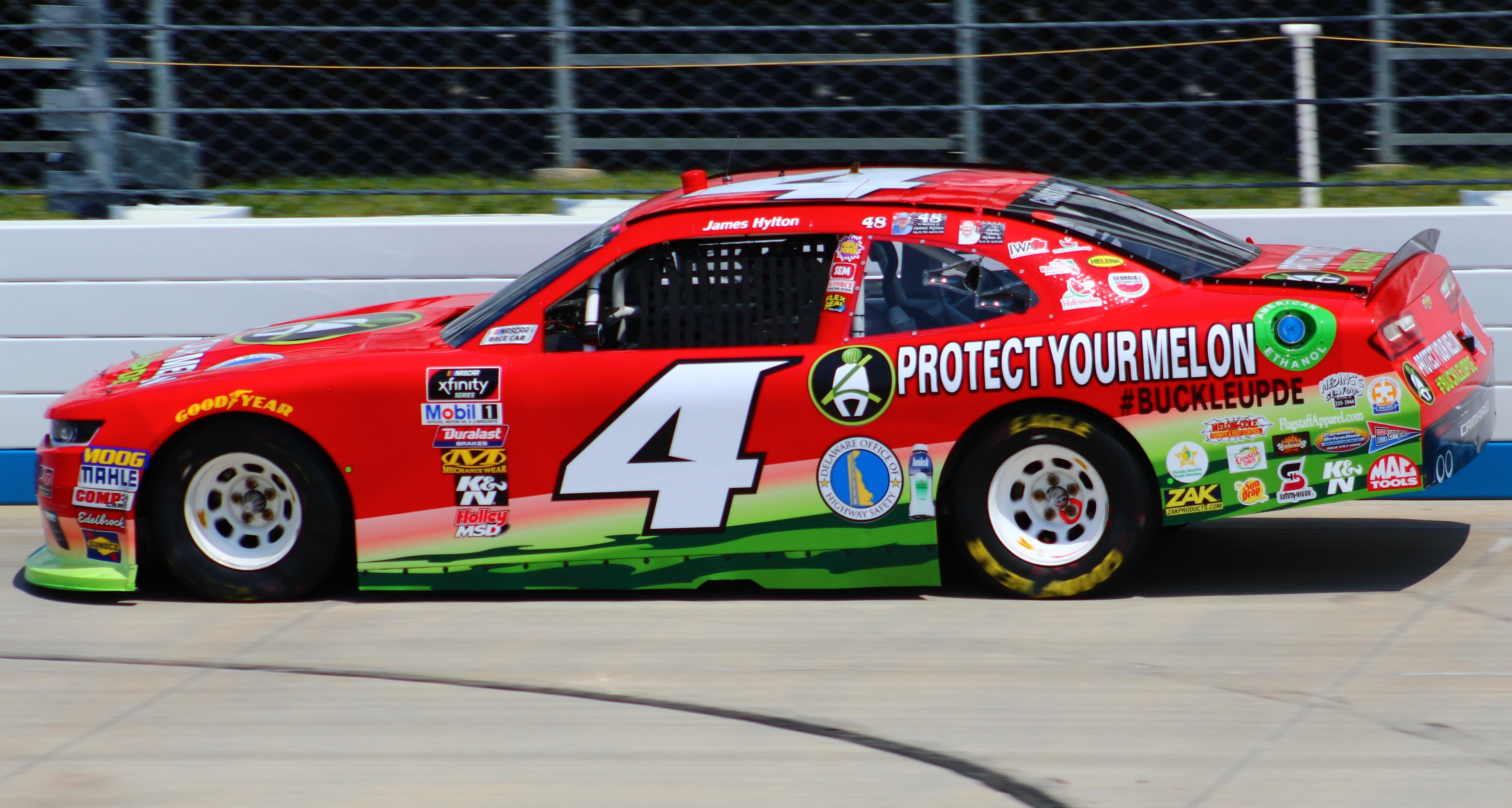
Chastain en Dover en 2018.

En la primera de estas tres carreras, Chastain logró la pole position sobre Christopher Bell y en la carrera ganó las dos primeras etapas, pero durante la tercera tuvo un incidente con Kevin Harvick y debió ingresar a boxes por reparaciones, lo que lo dejó sin chances de lograr su primera victoria en NASCAR. Luego vino la carrera de Las Vegas, donde lideró la mayor parte de las vueltas y logró la victoria sobre Justin Allgaier, su primera en más de 200 participaciones en las diferentes divisiones nacionales de NASCAR. A su vez, esta victoria le aseguró un puesto en los playoffs. En su tercera y última carrera con CGR, finalizó segundo detrás de Christopher Bell. Esto no le sirvió para lograr avanzar de fase en los playoffs en su vuelta a JD Motorsports y finalizó décimo aquel campeonato. El 9 de noviembre de 2018, Chastain y CGR anunciaron una temporada completa en el auto n.º 42 de la Xfinity Series para 2019. DC Solar, fundamental en la presentación de Chastain al equipo, permaneció como patrocinador. Sin embargo, después de que el FBI allanara DC Solar el 18 de diciembre de 2018, el equipo perdió el patrocinio y finalizó su participación en la segunda divisional de NASCAR, por lo que el piloto se quedó sin equipo.

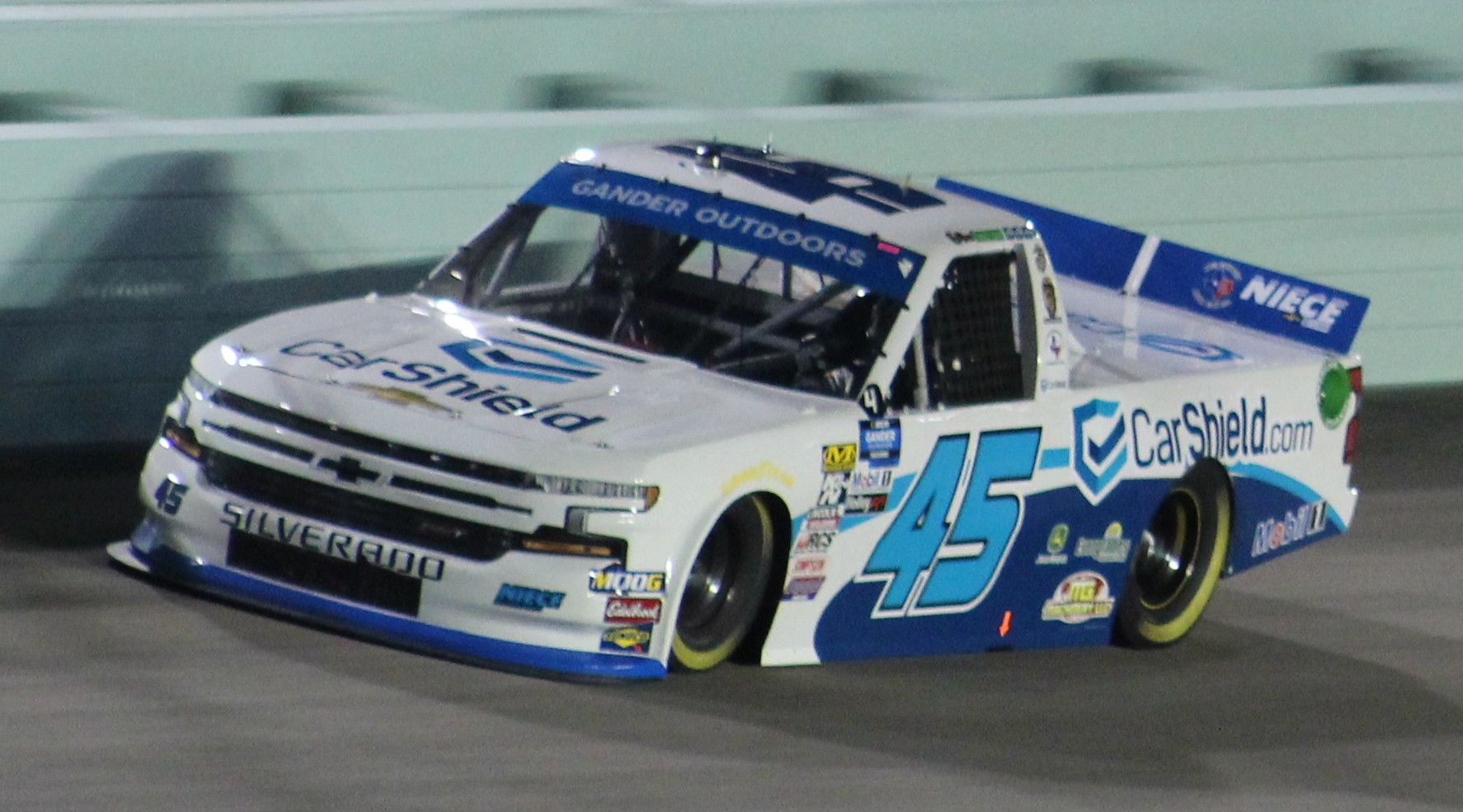
Chastain en Homestead-Miami en 2019.

A inicios de 2019, Chastain anunció que competiría a tiempo completo en Xfinity Series con JD Motorsports en la mayor parte de las carreras y con Kaulig Racing en algunas otras, y a tiempo parcial en la Truck Series. Pero, luego de obtener buenos resultados en Truck Series, incluyendo su primera victoria en Kansas, decidió concentrarse en esta categoría buscando competir por el título. En Iowa, Chastain lideró 141 de 200 vueltas y dominó las etapas para anotarse la victoria, pero su camioneta no pasó la inspección posterior a la carrera y su victoria se la llevó Brett Moffitt. De todas formas, ganó a la semana siguiente en Gateway y poco después nuevamente en Pocono. Avanzó todas las rondas dentro del playoff hasta la carrera por el título en Homestead-Miami. Allí, largó tercero y finalizó cuarto, dos puestos por detrás del también candidato Matt Crafton, quien se quedó con el título relegando a Chastain al subcampeonato.

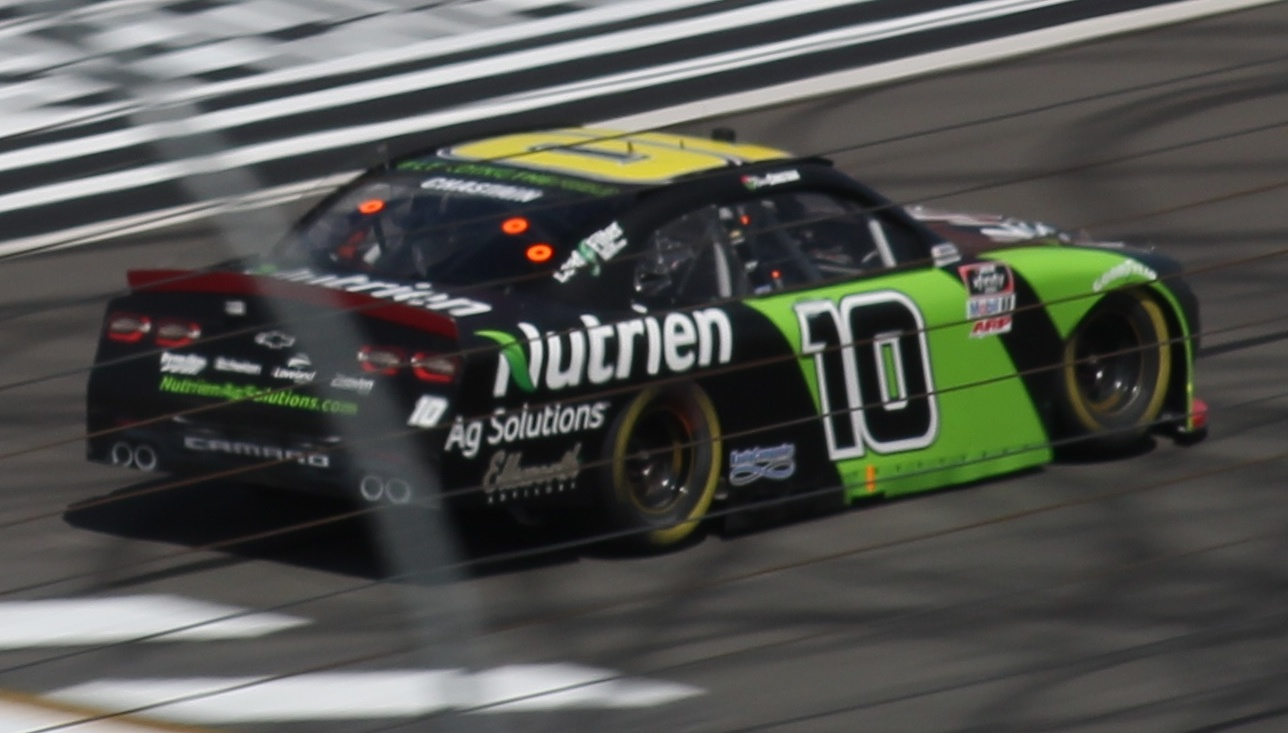
Chastain en la Xfinity Series 2020.

En cuanto a Xfinity Series, ganó en Daytona en julio compitiendo para Kaulig Racing. Con dicho equipo firmaría un contrato para competir en dicha categoría de 2020. A lo largo de esa temporada, Chastain logró finalizar entre los cinco mejores con relativa frecuencia, pero no logró ninguna victoria. Quedó fuera del Championship 4 en la última ronda y terminó séptimo en el clasificador final.
Luego de unirse a Cup Series con CGR en 2021, Chastain a competido de forma esporádica en las divisiones inferiores. En mayo de 2022, ganó la carrera de Truck Series en Charlotte para Niece Motorsports.
Luego de un 2023 sin victorias en las categorías inferiores de NASCAR, Chastain ganó la carrera de Darlington de Trucks de 2024.

### NASCAR Cup Series

#### Primeros años
En 2017, Chastain se unió a Premium Motorsports para su debut en la NASCAR Cup Series en Dover, una oportunidad a la que inicialmente se resistió después de que el propietario del equipo Xfinity, Johnny Davis, le informara sobre la oportunidad. Terminó vigésimo. También condujo en la carrera de otoño de Dover. Estaba originalmente en la lista de participantes para conducir en la final de temporada en Homestead, pero el equipo se retiró.
En 2018, fue llamado por Premium para competir en la temporada completa. Solamente logró terminar entre los 20 mejores en dos ocasiones. En octubre de 2018, se informó que había acordado conducir la temporada 2019 de la NASCAR Cup Series con el mismo equipo. Logró un décimo puesto en las 500 Millas de Daytona, pero en el resto de temporada no volvió a obtener resultados destacados.
En el inicio de la temporada 2020, compitió con Spire Motorsports en Daytona. En febrero, Roush Fenway Racing llamó que Chastain reemplazaría al lesionado Ryan Newman, comenzando en Las Vegas. Chastain compitió tres carreras antes de que la temporada se suspendiera debido a la pandemia de COVID-19. Luego de la reanudación, regresó a Spire Motorsports a tiempo parcial.

#### Chip Ganassi Racing

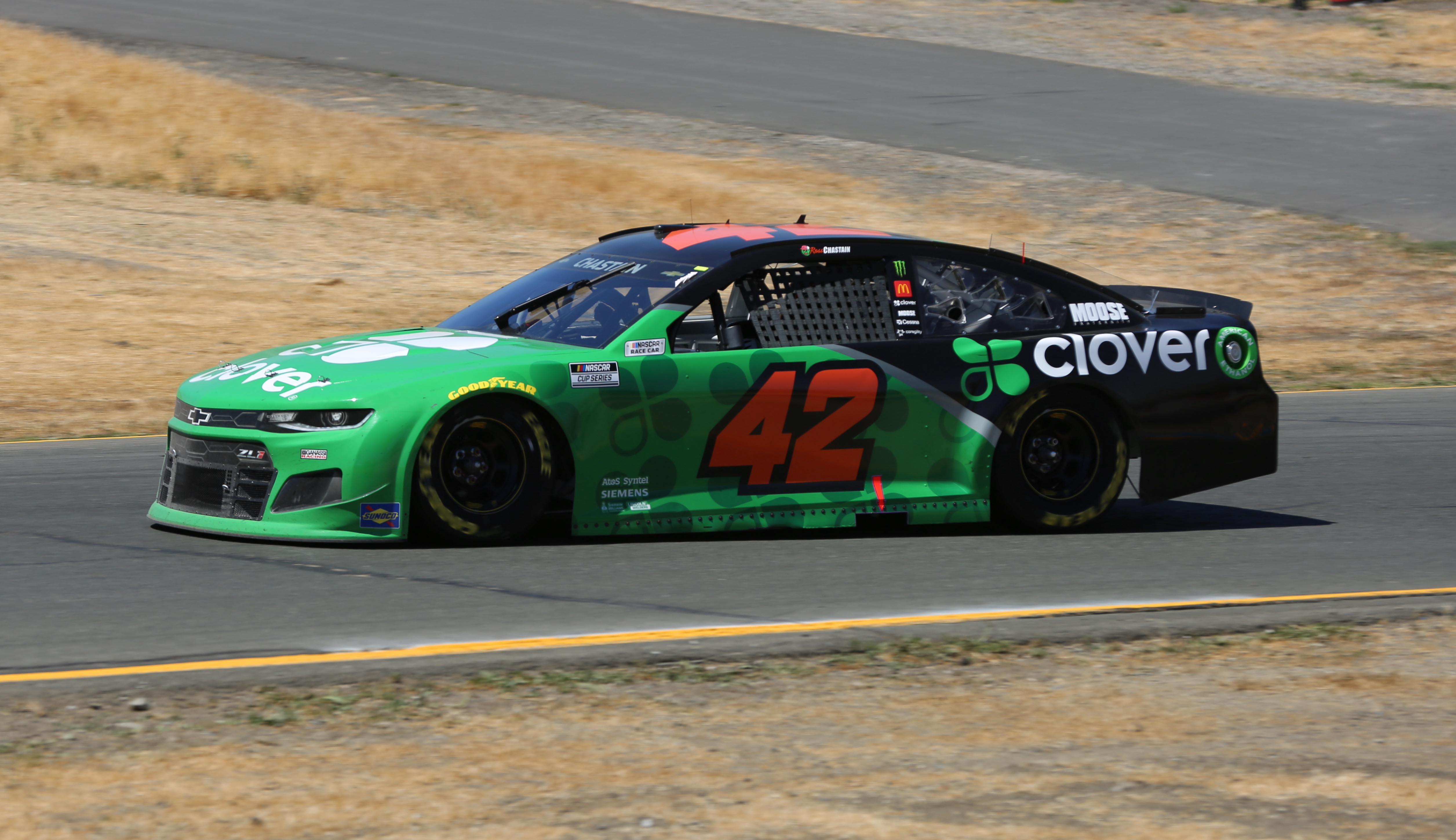
Chastain en el n.º 42 en Sonoma Raceway en 2021.

El 21 de septiembre de ese año, Chip Ganassi Racing anunció que Chastain reemplazaría a Matt Kenseth en el Chevrolet n.º 42 en 2021.
Comenzó su trayectoria con CGR con un séptimo puesto en las 500 Millas de Daytona. En el Circuito de las Américas (COTA), en mayo, obtuvo su primer resultado entre los cinco mejores al finalizar cuarto. Al mes siguiente fue segundo en Nashville y en septiembre tercero en Darlington. No se clasificó a los playoffs y finalizó 20.° en el campeonato.

#### Trackhouse Racing
En junio de 2021, Justin Marks, cofundador de Trackhouse Racing, anunció que había comprado todas las operaciones de NASCAR de Chip Ganassi Racing después de la temporada 2021, dejando a Chastain como agente libre. Poco después, el piloto fue anunciado para conducir el nuevo coche inscrito por el equipo, el Chevrolet Camaro n.º 1, junto a Daniel Suárez en el n.º 99, en un contrato de varios años a partir de 2022.

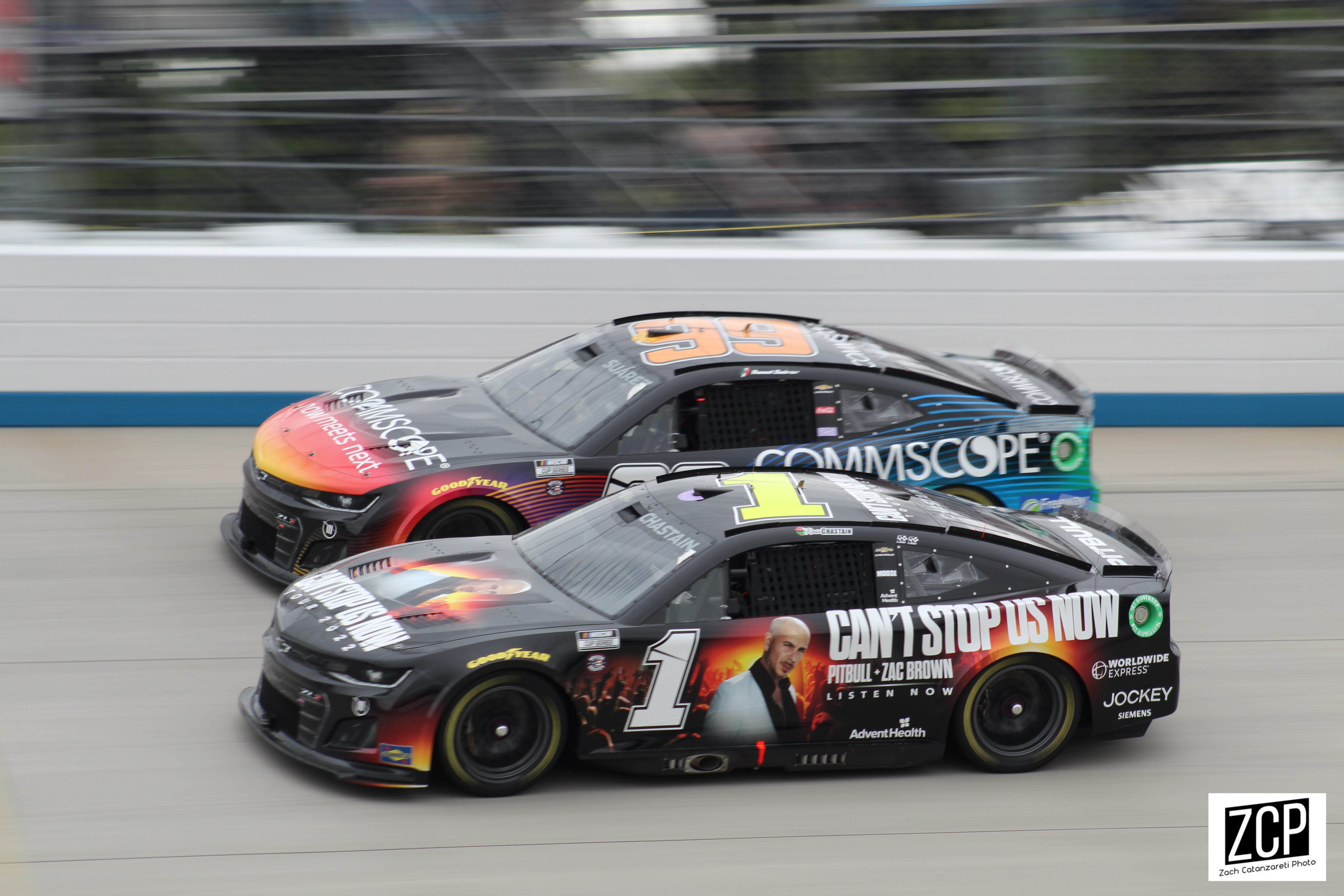
Ross Chastain junto a su compañero Daniel Suárez en Pocono, año 2022.

Chastain comenzó la temporada 2022 con dos malos resultados en Daytona y Fontana. Luego se recuperó con un tercer puesto en Las Vegas y dos segundos puestos en Phoenix, y en Atlanta. Chastain anotó la primera victoria de su carrera en Cup Series en COTA luchando contra Alex Bowman y AJ Allmendinger hasta las últimas curvas. Un mes después, logró la segunda en Talladega.
Antes del inicio de los playoffs, finalizó dentro de los cinco mejores en cuatro carreras: Dover, Nashville, Road America y Atlanta.
A lo largo de la temporada, estuvo involucrado en varios incidentes y situaciones controversiales. La más destacada fue en Gateway, cuando el piloto del Chevrolet n.º 1 chocó contra el parachoques trasero de Hamlin y lo envió al muro. Quince vueltas más tarde, ambos se encontraron en pista y Hamlin frenó deliberadamente frente a Chastain. Más tarde en la misma carrera, golpeó a Chase Elliott y lo hizo perder el control. En el reinicio, Elliott empujó a Chastain hacia el muro mientras Hamlin, que se encontraba detrás, pasó junto a él y lo arrinconó como segunda demostración de su enojo. Chastain aceptó la culpa por los incidentes. Semanas más tarde en Atlanta, Chastain golpeó nuevamente a Hamlin y le quitó sus oportunidades de luchar por la victoria. Hamlin dijo que Chastain había «alcanzado su límite». Dos carreras más tarde, ambos chocaron cuando luchaban por la victoria de la carrera de Pocono, aunque esta vez el perjudicado fue Chastain.
Chastain se clasificó para el Campeonato 4 por un estrecho margen en Martinsville, donde, en décimo lugar en la última vuelta de la carrera, dirigió su Chevrolet contra la pared exterior de la pista en las curvas 3 y 4 para alcanzar la velocidad sin precedentes de arriba de 130 millas por hora (209,2 km/h), superando a Hamlin (quien hasta ese momento estaba clasificando en lugar de Chastain), terminando en quinto lugar y estableciendo un récord de vuelta más rápida durante una carrera de la NASCAR Cup Series en la pista. Se le atribuyó retroactivamente un cuarto puesto después de que Brad Keselowski fuera descalificado.
El movimiento de «montar en la pared» fue ampliamente comentado en los medios, y Chastain comentó que el movimiento se inspiró en el videojuego NASCAR 2005: Chase for the Cup en GameCube. El rival vencido, Hamlin, lo describió como un «gran movimiento», y señaló que "cuando no tienes otra opción, ciertamente es fácil hacer eso". Aunque NASCAR dictaminó que la maniobra era legal, algunos competidores y comentaristas criticaron la seguridad de la medida y pidieron a NASCAR que prohibiera que la medida sentara un precedente en carreras futuras.
Este movimiento recibiría fama en las redes sociales al obtener más de 100 millones de visitas en las plataformas sociales, siendo tendencia en todo el país y en todo el mundo en Twitter.

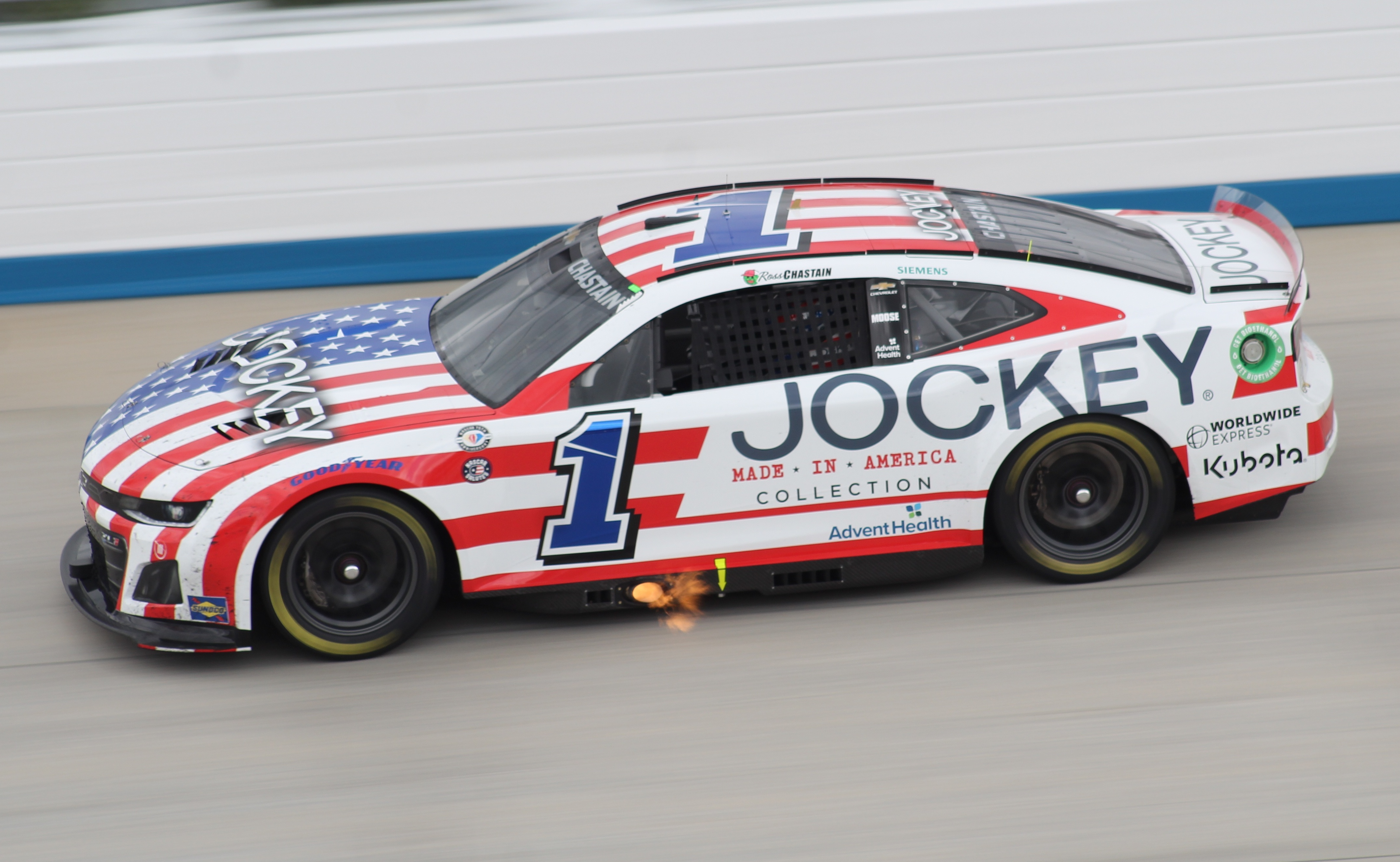
Chastain en la carrera de Dover de 2023.

En 2023, Ross Chastain comenzó la temporada con un noveno puesto en el Daytona 500 y más tarde protagonizó un altercado con Noah Gragson en Kansas, donde este lo confrontó por un incidente en pista que terminó con Gragson contra el muro; la discusión escaló cuando Chastain respondió a un empujón con un golpe. Luego, Chastain logró su primera victoria del año en Nashville, lo que le valió ingresar nuevamente a los playoffs. Sin embargo, fue eliminado en la Ronda de 12. Cerró la temporada con una victoria en Phoenix, terminando noveno en la clasificación general.
En 2024, quedó fuera de los playoffs. Luego, ganó en Kansas al defenderse de William Byron. No obstante, fue sancionado junto a su equipo después de Martinsville por manipulación de carrera, donde formó un bloqueo con Austin Dillon para favorecer a Byron en su clasificación a la definición del campeonato.

## Vida personal
Nativo de Alva, Florida, Chastain fue agricultor de sandías en la granja de su familia hasta que cumplió los trece años. Asistió a la Universidad de la Costa del Golfo de Florida durante un semestre antes de comenzar a competir en la Truck Series.
Mientras que el padre de Chastain corrió como pasatiempo, Ross es la primera generación de su familia en competir de manera competitiva. Ross es el hermano mayor del también piloto Chad Chastain.